# Zekkyō Senshi Sakeburein
Zekkyō Senshi Sakeburein (絶叫戦士 サケブレイン) est un jeu pour la console Nintendo DS, développé par Suzak et disponible uniquement par l'intermédiaire du Club Nintendo japonais. Le principe du titre est de contrôler une faction de sentai en criant dans le microphone de la console.  Il fut offert aux adhérents du Club Nintendo en l'échange de 500 points.